# NGC 2782
NGC 2782 är en stavgalax i stjärnbilden Lodjuret. Den upptäcktes den 19 mars 1787 av William Herschel. 